# Nyŏngbyŏn
Nyŏngbyŏn (kor. 녕변군, Nyŏngbyŏn-gun) – powiat w Korei Północnej, w prowincji P’yŏngan Północny. W 2008 roku liczył 113 852 mieszkańców. Graniczy z powiatami: Pakch’ŏn od zachodu, T’aech’ŏn od północy, Kujang od wschodu, a także z należącym do prowincji P’yŏngan Południowy miastem Anju. Na terenie powiatu znajduje się ośrodek badań jądrowych, mający prawdopodobnie kluczowe znaczenie dla prowadzonego przez Koreę Północną programu rozwoju broni atomowej.

## Historia
Przed wyzwoleniem Korei spod okupacji japońskiej powiat składał się z 14 miejscowości (kor. myŏn) oraz 114 wsi (kor. ri). W obecnej formie powstał w wyniku gruntownej reformy podziału administracyjnego w grudniu 1952 roku. W jego skład weszły wówczas tereny należące wcześniej do miejscowości Nyŏngbyŏn, P'alwŏn, Sorim, Pongsan, Yŏnsan (13 wsi), Kosŏng (10 wsi) i Ori (13 wsi – wszystkie poprzednio były częścią powiatu Nyŏngbyŏn). Powiat Nyŏngbyŏn składał się wówczas z jednego miasteczka (Nyŏngbyŏn-ŭp) i 34 wsi.

## Podział administracyjny powiatu
W skład powiatu wchodzą następujące jednostki administracyjne:
| Nazwa jednostki administracyjnej | Rodzaj jednostki administracyjnej | Hangul       |
| -------------------------------- | --------------------------------- | ------------ |
| Nyŏngbyŏn-ŭp                     | miasteczko                        | 녕변읍       |
| P'alwŏn-rodongjagu               | dzielnica robotnicza              | 팔원로동자구 |
| Kosŏng-ri                        | wieś                              | 고성리       |
| Kwanha-ri                        | wieś                              | 관하리       |
| Kusan-ri                         | wieś                              | 구산리       |
| Kuhang-ri                        | wieś                              | 구항리       |
| Namdŭng-ri                       | wieś                              | 남등리       |
| Namsan-ri                        | wieś                              | 남산리       |
| Taech'ŏn-ri                      | wieś                              | 대천리       |
| Tongnam-ri                       | wieś                              | 동남리       |
| Ryongsŏng-ri                     | wieś                              | 룡성리       |
| Ryongch'u-ri                     | wieś                              | 룡추리       |
| Ryongp'o-ri                      | wieś                              | 룡포리       |
| Ryonghwa-ri                      | wieś                              | 룡화리       |
| Mang'il-ri                       | wieś                              | 망일리       |
| Myŏngdŏk-ri                      | wieś                              | 명덕리       |
| Pongsan-ri                       | wieś                              | 봉산리       |
| Sŏsan-ri                         | wieś                              | 서산리       |
| Sŏwi-ri                          | wieś                              | 서위리       |
| Sŏhwa-ri                         | wieś                              | 서화리       |
| Sejuk-ri                         | wieś                              | 세죽리       |
| Songgang-ri                      | wieś                              | 송강리       |
| Songhwa-ri                       | wieś                              | 송화리       |
| Yŏnhwa-ri                        | wieś                              | 연화리       |
| Obong-ri                         | wieś                              | 오봉리       |
| Okch'ang-ri                      | wieś                              | 옥창리       |
| Hach'o-ri                        | wieś                              | 하초리       |
| Hwap’yŏng-ri                     | wieś                              | 화평리       |